# 星澤幸子

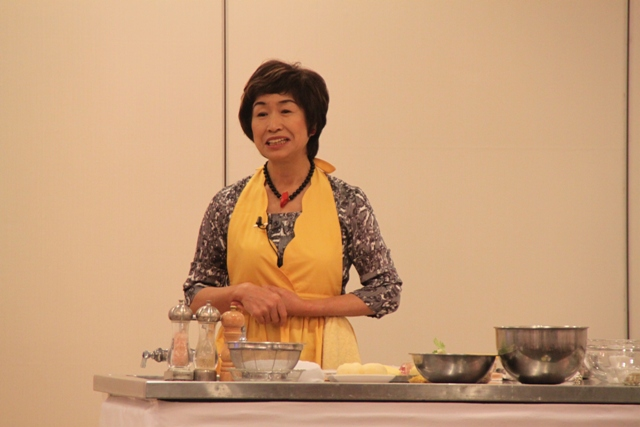
2011年11月29日、「ポテト・アクションin北海道」にてレシピを紹介する

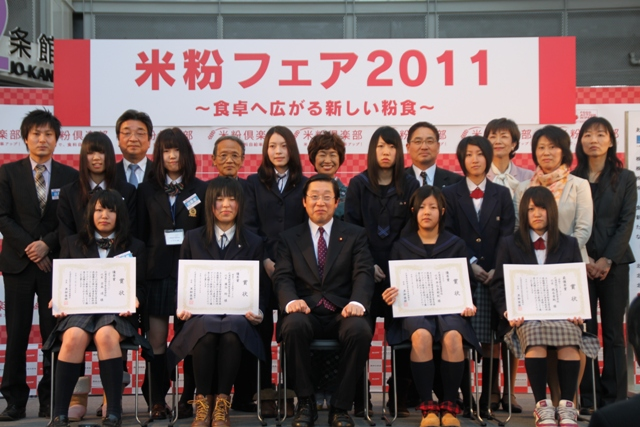
2010年2月27日、「米粉フェア2011～食卓へ広がる新しい粉食～」で鹿野道彦農林水産大臣（前列中央）らと（星澤は鹿野の真後）

星澤 幸子（ほしざわ さちこ、1951年4月10日 - ）は、北海道を中心に活動している料理研究家。北海道空知郡南富良野町出身。北海道富良野高等学校、名寄女子短期大学（現・名寄市立大学）卒業。星澤クッキングスタジオ、有限会社星澤フードサービス、株式会社幸コーポレーション代表。YOSAKOIソーラン祭りの審査員の一人。

## 人物
南富良野町の農家の家庭に生まれ、少女時代は頑張り屋で勉強家な性格を持ち芋餅など実家の家庭料理を好み、また実家で取れた卵の行商を行いつつ母の手伝いやケーキ作りなどを行う中で料理の腕前を磨く。中学時代に家庭科の授業で卵の泡立ての腕を教師から褒められたことをきっかけに、今まで雑誌のレシピカードをもとに料理を作っていた経験とあわせ「レシピカードを作る側の人間になりたい」という思いから料理研究家を志す。
名寄女子短期大学卒業後、料理教室がブームとなっていたこともあり札幌の料理教室に助手として就職し23歳で初めてのテレビでの料理紹介としておせち料理の紹介を行った事をきっかけに札幌テレビ放送でレギュラーコーナーを持つ。その後夫の転勤により1984年に広島に移住し広島のテレビ局でも料理コーナーを持つも、3人の子供の子育てを優先し短期間で降板。
1991年に北海道へ戻り、札幌テレビのプロデューサーと再会し「どさんこワイド」の料理コーナーのオファーを受け、「奥様ここでもう一品」として長寿企画となる。北海道の食材にこだわりつつ手軽に作れる料理を紹介し、誰でも楽しく料理ができる独特の表現スタイルを確立し北海道内では著名な人気を博す。

## 経歴
- 1971年（昭和46年） - 名寄女子短期大学家政科を卒業後[6]、横内クッキングスクールに勤務。
- 1976年 - 札幌テレビ放送「2時のワイドショー」の料理コーナー「星澤さちこのクッキングメモ」にレギュラー出演。
- 1984年 - 広島県広島市に移住[3]。
- 1985年 - 広島テレビ放送の情報番組に出演。
- 1991年（平成3年） - 札幌テレビ放送「どさんこワイド」放送開始。料理コーナー「奥様ここでもう一品」にレギュラー出演。
- 2000年 - 宇宙飛行士・若田光一の宇宙食を開発。味噌汁、カレーごはんを提供。
- 2001年 - ホクレン主催ホクレン夢大賞・農業応援部門大賞を受賞。
- 2002年 - どさんこワイドの料理コーナーの出演回数をギネス世界記録に申請、後に認定。
- 2004年 - ギネスブック2004年度版に掲載。
- 2007年6月1日 - アマチュア天文家・渡辺和郎が、発見した小惑星の名を知人である星澤の苗字を取って「Hoshizawa」と名付け、国際天文学連合に登録。
- 2009年11月3日 - 東久邇宮文化褒賞を受賞。
- 2011年9月21日 - 料理コーナーの出演回数が5000回目。現在もギネス記録を更新中。同年、醤油地域貢献賞受賞。
- 2013年 - 北海道産業貢献賞受賞。
- 2014年 - 北海道食育推進優良活動表彰。
- 2015年 - 第4回北海道グッドエイジャー賞受賞。同年9月、料理コーナーの出演回数が6000回達成。
- 2016年 - 北海道倫理法人会会長就任。
- 2018年 - 北海道命名150周年記念料理本「私たちが食べ伝えたい 北海道郷土料理」を出版。
- 2019年 - 飲食店経営や教育関連事業を手掛ける「株式会社幸コーポレーション」を設立。
- 2022年 - 道の駅南ふらのにプロデュース店舗「ほしざわや故郷店」を開業[7]。

## エピソード
- 札幌テレビ『どさんこワイド』料理対決企画での共演。
  - 北海道テレビ『水曜どうでしょう』の企画から生まれた料理人シェフ大泉と料理対決。
- 日本テレビ『ザ!鉄腕!DASH!!』に出演。自身初の全国放送。
  - 長瀬智也(TOKIO)と北海道ロケで共演。
- 日本テレビ『ニュースの女王決定戦』に出演。
  - 最初は、ローカルNG集として、度々出演。その後、自身のNG集コーナー『星澤幸子特集』が出来た程である。スタジオにも出演し、賞も受賞した。
- 2009年12月8日日本テレビ『SUPER SURPRISE火曜日』に出演。
  - ウエンツ瑛士、山瀬まみが北海道ロケを敢行。VTRにて大泉洋が北海道を代表する人物として次の3人を紹介。木村洋二(STVアナウンサー)、星澤幸子(料理キャスター)、上杉周大(ローカルタレント、ミュージシャン)。(※大泉を除く5人で共演)
  - 北海道札幌市中央区すすきのにある行きつけの料理店（ふじ蔵）で自身のお勧め品きんきの煮付けを紹介。
- 2013年4月28日日本テレビ『有吉反省会』に出演。
  - 「料理研究家なのに料理の仕方が大雑把すぎるのではないかと言われた」事を反省。
- 読売テレビ『秘密のケンミンSHOW』に食文化専門家として以下のVTRに出演。
  - 2011年1月20日「北海道民は、真っ黒な真ダラの卵『真だら子』を食べる!?」
  - 2012年3月8日「北海道民は、ホッケをフライにして食べるのが大好き!?」
  - 2015年2月12日「北海道民は、ジャガイモだけで出来た『いももち』が大好き!?」
  - 2017年8月17日「へぇ～!そうだったのか!?県民熱愛グルメ『北海道 ラムしゃぶ』」
  - 2019年11月14日「へぇ～!そうだったのか!?県民熱愛グルメ『北海道 すじこ』」
- 2017年2月14日日本テレビ『ZIP!』に出演。
  - 「HATE NAVI（ハテナビ）」のコーナーで「自慢の地元スターを調査！」というテーマでVTR出演し、簡単スイーツとして、チョコいちごを紹介した。
- 食べ物に対して敬称を付けることがよくある。また彩が必要として、毒草のスズランを皿に乗せたことがある。

## 出演

### テレビ番組
- どさんこワイド179「奥様ここでもう一品」→「どさんこ☆キッチン」（1991年10月7日 - 、札幌テレビ）
  - 福さんぽ（2023年11月17日）- 「ついにラスボス登場!? 星澤幸子と円山裏参道で福さんぽ…穴場の名店に熱々人気ランチも」
- 2時のワイドショー「星澤さちこのクッキングメモ」（1976年 - 打ち切り時期不明、札幌テレビ）
- ズームイン!!朝!（日本テレビ）
- ザ!鉄腕!DASH!!（日本テレビ）
- ニュースの女王決定戦 (日本テレビ)
- SUPER SURPRISE火曜日（2009年12月8日、日本テレビ）
- 有吉反省会（2013年4月28日、日本テレビ）
- 食と旅のフーディーズTV「どさんこクッキング」(スカパー!) - 日本全国ネット･シンガポール等アジア圏に配信（※「奥様ここでもう一品」の再編集版）
- ZIP!（2017年2月14日、日本テレビ）
- 秘密のケンミンSHOW（2011年1月20日、2012年3月8日、2015年2月12日、2017年8月17日、2019年11月14日 読売テレビ）
- あさイチ（2017年9月6日、NHK総合）
- 北海道ゴハット（2024年3月12日、北海道文化放送）- STV/NTV系列以外の民放には初の出演となる[8]。

### ラジオ番組
- 星澤幸子のごちそうさま（STVラジオ）

### CM
- テーオーリテイリング「イエローグローブ」
- リノベーション（2022年）[9]
- さすがや 北海道エリア（2025年）[10]

## 関連情報

### 料理本
- 大地のレシピ（ISBN 4-90-083520-X）
- しあわせのひとりごはん（ISBN 4-04-894701-X）
- 美味しくたべよ No.1
- 美味しくたべよ No.2
- わくわくレシピ 手軽で簡単すぐおいしい 編
- わくわくレシピ あっという間の酒の肴 編
- わくわくレシピ おいしい料理はヘルシー 編
- 星澤幸子のあさ!ひる!ばん!ごはん（2006年4月 イエローページ ISBN 978-4900835320）
- 私たちが食べ伝えたい 北海道郷土料理（2018年7月 中央公論新社 ISBN 978-4120050954）
- 身につく料理 もうネットで調べなくていい！ （2018年8月 KADOKAWA ISBN 978-4046024534）

### レシピ・エッセイ
- げんき元気
- すてきな人はよく食べる
- 食べてわかった昆布パワー - 元北海道大学名誉教授 館脇正和 共著
- あなたに贈る食の玉手箱（2013年9月 ワニブックス 978-4847091902）鳴海周平との共著

### ゲームソフト
- 星澤幸子のてまなし楽ラクごはん（ニンテンドーDS (2009年4月16日コモリンク) - 北海道風レシピ集、料理監修・指導